# 리야난
리야난(李亞男, 이아남, 영문명은 Leanne Li, 1984년 11월 25일 ~ )은 중화인민공화국 본토 태생의 중화인민공화국 홍콩 특별행정구의 여성 영화배우, 텔레비전 연기자, 뮤지컬 배우이다.

## 생애
중화인민공화국 상하이 출생이며 1989년 일가족을 따라 캐나다로 이주하였고 이후 2004년 캐나다의 미인대회에 출전한 적이 있으며 2006년 홍콩의 텔레비전 드라마에서 배우로 데뷔하였고, 2008년 홍콩 영화 《진적련애료?(眞的戀愛了?)》의 조연으로 영화 배우로 데뷔하였으며, 2009년 뮤지컬에도 도전하였다. 2015년 2월 14일에 홍콩 남성 싱어송라이터 겸 영화배우 왕쭈란(王祖藍)과 결혼하였다.
신장은 172cm이고 체중은 54kg이며 골프와 수영에 취미가 있고 그래픽 디자인에 특기가 있다.